# Alejandro Chanona
Alejandro Chanona Burguete (Cintalapa, Chiapas; 28 de marzo de 1957) es un académico y político mexicano. Director y profesor investigador titular en la Facultad de Ciencias Políticas y Sociales de la Universidad Nacional Autónoma de México, miembro del Sistema Nacional de Investigadores (SNI), en 2021 fue condecorado con el Premio Universidad Nacional en el área de Docencia en Ciencias Sociales por la Universidad Nacional Autónoma de México. 
Es doctor en ciencia política y maestro en estudios políticos europeos por la Universidad de Essex, Inglaterra. Es licenciado en relaciones internacionales por la FCPyS de la UNAM. Con una antigüedad académica de más de 40 años, es Profesor de Carrera Titular C, adscrito al Centro de Relaciones Internacionales de la FCPyS y del Programa de Posgrado en Ciencias Políticas y Sociales (PPCPyS).

## Biografía
Fundador del Centro de Estudios Europeos de la FCPyS-UNAM, que coordinó en el período 2003-2006. Su liderazgo en la investigación se ratifica durante los últimos 20 años con la dirección de proyectos de investigación los cuales son: Los regionalismos frente a los retos y la complejidad de las amenazas a la seguridad y defensa contemporáneas II" (enero 2021 - en curso), "Los regionalismos frente a los retos y la complejidad de las amenazas a la seguridad y defensa contemporáneas" (enero 2018 - diciembre 2020), "Elaboración de materiales para el apoyo a la enseñanza de las asignaturas de Europa y de Unión Europea de los nuevos planes de estudio de la Facultad de Ciencias Políticas y Sociales" (enero 2017 - diciembre 2019), "Enfrentando la delincuencia organizada transnacional: Estudio comparado de las estrategias regionales" (enero de 2015 - diciembre de 2017), "Debatiendo los modelos de desarrollo y la seguridad humana" (enero de 2012-diciembre 2014), "Los modelos regionales de la seguridad energética y el desarrollo sustentable: el debate comparado" (enero de 2009-diciembre de 2011), "Los retos de los regionalismos frente a la nueva agenda de seguridad internacional" (enero de 2006- diciembre de 2008) y "La UE y el TLCAN: una perspectiva comparada. ¿Regionalismos convergentes o divergentes?" (enero de 2003-diciembre de 2005).
Es miembro del Reflection Group on Global Development Perpectives y participó como autor líder del capítulo “Desarrollo regional y cooperación”, del Reporte Mexicano de Cambio Climático (2015) del Programa de Investigación en Cambio Climático de la UNAM. Ha participado en diversos proyectos de investigación internacionales, entre los que destacan "Analysis of the Perception of the EU and the EU’s Policies Abroad" [Public Policy and Management Institute (PPMI), en colaboración con el NFG Research Group (Universidad Libre de Berlín) y el National Centre for Research on Europe (Universidad de Canterbury)];  "The external image of the EU" [Garnet Network of Excellence,  Comisión Europea];  "Global and Regional Security Governance: Security Threats and Institutional Response", [Garnet Network of Excellence, Comisión Europea] y "Seguridad energética y política ambiental en el Hemisferio Occidental" [Universidad de Miami].
Su obra escrita es de alto impacto en la vinculación entre la investigación y la docencia, entre sus libros más destacados se encuentran: Indicadores de Seguridad Humana. Unión Europea-América del Norte, América del Sur (2015) Tendencias de la política medioambiental en la Unión Europea y América del Norte: ¿Integración o cooperación?, FCPyS-UNAM-PINNC-La Biblioteca (2014); Confrontando Modelos de Seguridad Energética, UNAM-SITESA (2013), Los Regionalismos frente a la Agenda de Seguridad Internacional, México, UNAM-Miguel Ángel Porrúa (2011) y  La Comunidad de Seguridad de América del Norte, una perspectiva comparada con la Unión Europea, México, UNAM-Miguel Ángel Porrúa (2010).
Durante el bienio 2004-2005 fue Presidente de la Asociación Mexicana de Estudios Internacionales (AMEI) de la que actualmente forma parte  del Consejo de Honor. Asociado del  Consejo Mexicano de Asuntos Internacionales (COMEXI) y miembro de la Academia Mexicana de Derecho Internacional. Colaboró como Miembro del Consejo Editorial de la revista Foreign Affairs en Español y forma parte del Comité Editorial de la revista Problemas del Desarrollo.  Es también miembro de la  International Studies Association (ISA) y del World International Studies Committee (WISC). 
Dentro de la UNAM, se ha desempeñado como Secretario General y Secretario Administrativo de la Facultad de Ciencias Políticas y Sociales. Asimismo, fue integrante de las Comisiones Dictaminadoras del Centro de Investigaciones sobre América del Norte (CISAN) y de la Comisión PRIDE de la Facultad de Derecho.
Asimismo, ha participado en calidad de conferencista y ponente en un amplio número de foros, cursos, coloquios, conferencias y mesas redondas en instituciones científicas y educativas nacionales en Estados Unidos, Europa, Asia y América del Sur. Ha sido Profesor visitante en la Universidad Complutense y en la Universidad Rey Juan Carlos, ambas en Madrid, España y realizó una estancia de investigación  en la Universidad de York en Toronto, Canadá.
Director de numerosas tesis de licenciatura, maestría y doctorado en la Facultad de Ciencias Políticas y Sociales, al igual que  ha participado como jurado en un sinnúmero de exámenes de grado en la misma institución. 
Analista internacional para varios medios de comunicación, entre ellos: CNN en Español, Canal 34 mexiquense, Efekto TV,  Once Noticias,  Detrás de la Noticia, Enfoque,  entre otros. Ha concedido diversas entrevistas para los periódicos El Universal, Reforma, El Día, Excélsior, y para algunas revistas como Contralínea, Cambio y Vértigo.
Ha desempeñado diversos cargos en el sector público como Subdirector de Comercio Exterior en la Dirección General de Asuntos Hacendarios Internacionales, de la Secretaría de Hacienda y Crédito Público, Director de Difusión del Instituto Matías Romero de Estudios Diplomáticos de la Secretaría de Relaciones Exteriores  (IMRED) y asesor del Secretario de Relaciones Exteriores José Ángel Gurría. De 2017 a 2018 fue Diputado en la Asamblea Constituyente de la Ciudad de México.
Es miembro del partido Movimiento Ciudadano. En Convergencia fue Coordinador de Asuntos Estratégicos y Estudios Especiales; Secretario del Comité Ejecutivo Nacional (CEN); Presidente Interino del CEN; Representante Propietario de Convergencia en la Comisión Coordinadora Nacional y Titular de la Comisión Nacional de Candidaturas de la Coalición “Por el Bien Todos”.  Fue coordinador del Grupo Parlamentario de Convergencia en la Cámara de Diputados en la LX Legislatura (2006-2009). Participó activamente como Secretario de la Comisión Ordinaria de Presupuesto y Cuenta Pública y Miembro de la Comisión de Relaciones Exteriores, del Comité de Administración y de la Comisión Bicameral de Concordia y Pacificación. Fue también Presidente del Grupo de Amistad México-Reino Unido. 